# Maula stigmatus
Maula stigmatus är en insektsart som beskrevs av Navás 1912. Maula stigmatus ingår i släktet Maula och familjen myrlejonsländor. Inga underarter finns listade i Catalogue of Life.